# 1759
1759 (MDCCLIX) je bilo navadno leto, ki se je po gregorijanskem koledarju začelo na ponedeljek, po 11 dni počasnejšem julijanskem koledarju pa na petek.

## Rojstva
- 27. april - Mary Wollstonecraft, angleška pisateljica, filozofinja in feministka († 1797)
- 26. oktober - Georges-Jacques Danton, francoski revolucionar († 1794)
- 10. november - Johann Christoph Friedrich von Schiller, nemški pesnik, dramatik, zgodovinar in filozof († 1805)

Neznan datum
- William Cary, angleški optik († 1825)

## Smrti
- 12. marec - Valentin Metzinger, slovenski slikar (* 1699)
- 27. julij - Pierre-Louis Moreau de Maupertuis, francoski matematik, astronom in filozof (* 1698)
- 24. avgust - Ewald Christian von Kleist, nemški pesnik in konjeniški častnik (* 1715)

Neznan datum
- Anton Wilhelm Amo, gansko-nemški filozof (* 1703)